# Vittorio Ferraresi
Vittorio Ferraresi (Cento, 21 settembre 1987) è un politico italiano, deputato alla Camera dal 2013 per il Movimento 5 Stelle, sottosegretario di Stato al Ministero della giustizia dal 13 giugno 2018 al 13 febbraio 2021 nei governi Conte I e Conte II.

## Biografia
Nato nel 1987 a Cento, in provincia di Ferrara, al termine degli studi secondari in Scienze della Formazione, si è laureato in Giurisprudenza presso l'Università degli Studi di Ferrara, con una tesi in diritto processuale penale riguardante le tecniche d'indagine nei reati ambientali. Negli anni universitari entra a far parte dell'Onda Ferrara-Comitato Studenti Universitari, un'associazione di ragazzi nata per contestare la Riforma Gelmini dell'università e proporre un modello di università pubblica e accessibile a tutti, che organizza diverse manifestazioni e cortei di protesta per Ferrara nonché serate culturali.
Dall’età di 15 anni assisteva con la madre agli spettacoli di Beppe Grillo, e iniziò nel 2008 l'attivismo nei Meetup Amici di Beppe Grillo, divenendo nel 2009 quelli del Movimento 5 Stelle (M5S) fondato da Grillo e Gianroberto Casaleggio, entrando in quello dei "Grilli Estensi" di Ferrara.
Nel 2010 fonda assieme a Carlo Valmori il gruppo locale del Movimento 5 Stelle a Finale Emilia, dove alle elezioni comunali in Emilia-Romagna del 2011 viene candidato al consiglio comunale di Finale Emilia come capolista del M5S.

### Elezione a deputato

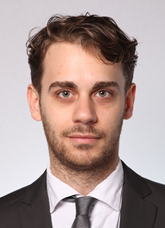
Ferraresi eletto alla Camera nel 2013

Alle elezioni politiche del 2013 viene candidato alla Camera dei deputati, tra le liste del Movimento 5 Stelle nella circoscrizione Emilia Romagna, ed eletto deputato.
Nella XVII legislatura della Repubblica, oltre ad essere componente e capogruppo per il M5S della 2ª Commissione permanente Giustizia dal 7 maggio 2013, dove si è occupato di diritto penale e carceri, è stato anche dal 15 febbraio 2016 componente della Giunta per le autorizzazioni e della Commissione bicamerale "Comitato parlamentare per i procedimenti di accusa", oltre che il primo firmatario di proposte di legge riguardanti:
- la legalizzazione della cannabis.
- la violenza contro gli animali.
- la riconversione di ex-zuccherifici in centrali a biomasse.
- la modifiche al codice di procedura penale in materia di intercettazioni telefoniche e di disciplina delle videoriprese.
- la modifiche al codice penale concernenti l'aggravamento delle pene per i reati di violenza sessuale.
- la delega al Governo in materia di formazione del personale sanitario e delle forze di polizia.

Sempre durante la XVII legislatura, secondo l'associazione Openpolis, si distingue per un indice di produttività nell'attività parlamentare a Montecitorio fra i più elevati (diciottesimo deputato su 630).
In commissione Giustizia è stato relatore di minoranza su omicidio stradale, riforma Orlando del processo penale, bullismo e cyberbullismo e introduzione del reato di tortura.
Si è occupato dei provvedimenti sul terremoto emiliano del 2012 e sull'alluvione, in particolare dell'istituzione della ZFU (zona franca urbana) e della sospensione dei mutui sulle case inagibili dei terremotati.
Alle elezioni politiche del 2018 viene ricandidato nel collegio plurinominale Emilia-Romagna 2 per il M5S alla Camera, dove viene riconfermato deputato eletto nella quota proporzionale. Dall'11 aprile 2018 è membro della Commissione speciale per l’esame degli atti urgenti presentati dal governo di cui è Segretario.

### Sottosegretario alla Giustizia
In seguito alla nascita del primo governo Conte tra il Movimento 5 Stelle e la Lega di Matteo Salvini, il 13 giugno 2018 è stato nominato dal Consiglio dei ministri sottosegretario di Stato al Ministero della giustizia, ottenendo le seguenti deleghe: per il dipartimento dell’organizzazione giudiziaria, alla formazione e direzione del personale e direzione del bilancio e della contabilità; per il dipartimento dell’amministrazione penitenziaria, le deleghe in materia di edilizia carceraria e di direzione e trattamento dei detenuti; al dipartimento di giustizia minorile e di comunità, sia sul fronte dell’esecuzione penale esterna che di messa alla prova; delega alla firma delle estradizioni urgenti.
Con la nascita del governo Conte II tra M5S, Partito Democratico e LeU, il 13 settembre 2019 viene confermato sottosegretario alla Giustizia dal Consiglio dei Ministri.